# 木田鶴夫・亀夫
木田鶴夫・亀夫（きだつるお・かめお）は、日本の漫才コンビ。主に1960年代にかけて活躍。並木一路・宮田洋容門下でコンビ結成。
亭号は両師匠の亭号の並木の木に宮田の田を一字ずつ取り掛け合わせた。
敗戦後、軽演劇の一座で鶴夫と亀雄がコメディアンとなり意気投合し、1952年漫才に転向。1957年11月の第2回NHK漫才コンクールで優勝。「愉快なスポーツ」　「愉快な学生生活」など、愉快シリーズの漫才でお馴染みだった。
以来マスコミや演芸場で活躍するが、鶴夫の病気に加え、1960年代からの演芸ブームに乗ることができず活動が停滞気味となる。漫才研究家の神保喜利彦の調査では、1985年の日本演芸家連合の名鑑まで名前が見えるがその後は不明である。

## メンバー
木田 鶴夫（きだ つるお、本名:山田常博、1927年6月25日-1999年？）
メガネをかけ、背が高かった。大倉商業学校から志願兵となり航空兵に。ポツダム昇進で大日本帝国海軍中尉に。
木田 亀夫（きだ かめお、本名:水崎一、1930年7月15日-1996年？）
背が低かった。父は曾我廼家蝶平。幼少より子役として舞台に立つ。郁文館中学卒業。

## 受賞歴
- 1957年 第2回NHK新人演芸大賞 優勝

## CD
- 『東京漫才傑作集 ベスト5』（コロムビアミュージックエンタテインメント、2005年7月20日）